# Extra!
Extra! was een maandblad voor onderzoek en analyse van de Nederlandse media. Nummer 0 kwam uit op 30 september 2001. Het laatste nummer kwam uit in maart 2004. 
In de artikelen in Extra! staan veel verwijzingen naar artikelen in kranten als het NRC Handelsblad, De Telegraaf en De Volkskrant. Extra! beschouwde zichzelf als een forum voor uiteenlopende kritieken en op- en aanmerkingen op de media. Inhoudelijk gezien had Extra! voornamelijk links gekleurde bijdragen.